# 西陣織

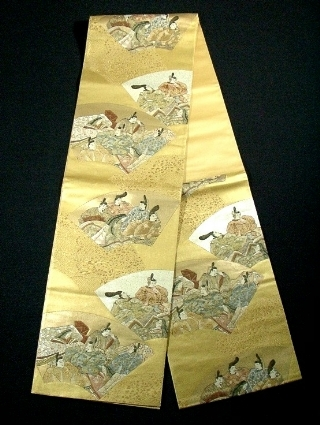
西陣織の袋帯

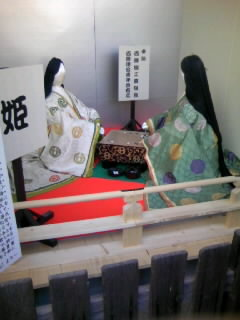
西陣織で作られた糸人形（北野天満宮）

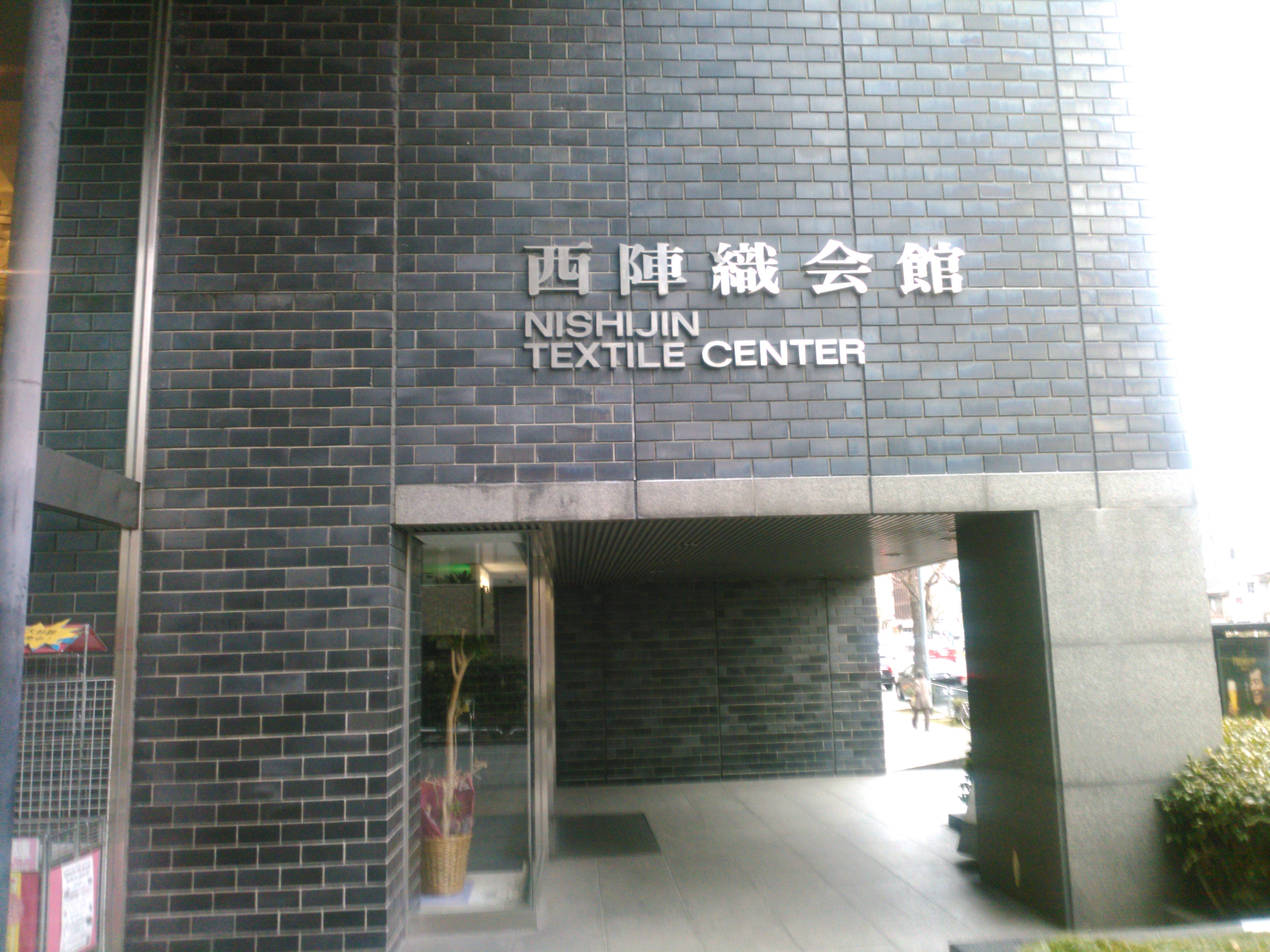
西陣織会館 入口（京都市上京区）

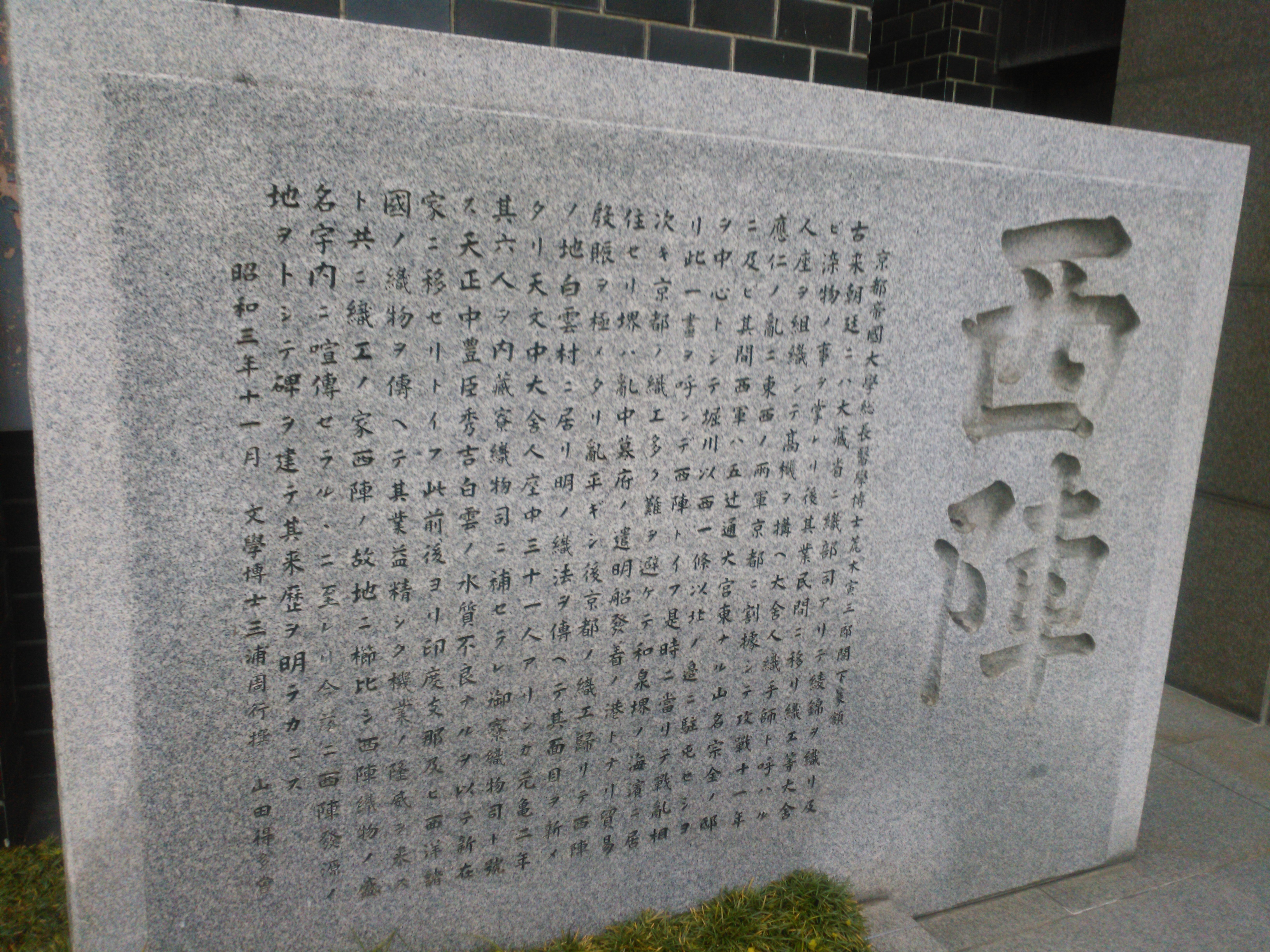
西陣織会館 由緒の石碑

西陣織（にしじんおり）とは、京都の先染め織物をまとめた呼び名である。綴、
錦（金襴）、緞子、朱珍、絣、紬などの多彩な糸を用いた先染めによる高級絹織物。
西陣とは、応仁の乱の時に西軍（山名宗全側）が本陣を置いたことにちなむ京都の地名。行政区域は特別にはないが、この織物に携わる業者がいる地区は、京都市街の北西部、おおよそ、上京区と北区の、南は今出川通、北は北大路通、東は堀川通、西は千本通に囲まれた辺りに多い。応仁の乱を期に大きく発展したが、応仁の乱より昔の、5世紀末からこの伝統が伝えられている。また、「西陣」および「西陣織」は「西陣織工業組合」の登録商標。
西陣織は、昭和51年（1976年）2月26日に国の伝統工芸品に指定された。

## 歴史
西陣織の起源は5〜6世紀にかけて豪族の秦氏が行っていた養蚕と織物とされている。
西陣織としての織物生産の基盤が出来上がったのは応仁の乱の後である。戦火を逃れて避難していた職人たちは、応仁の乱が終わると両軍の本陣の跡地である東陣・西陣に帰還し諸国で習い覚えた明などの新技術も加えて京織物を再興した。
西陣で織物生産を営んでいた秦氏ゆかりの綾織物職人集団を「大舎人座」といい、東陣の「白雲村」の練貫（平織の絹織物の一種）職人集団が綾織物にも進出しようとしたために訴訟となり、1513年（永正10年）の下知によって京都での綾織物の生産を独占、1548年（天文17年）に「大舎人座」の職人のうち31人が足利家の官となり「西陣」ブランドが確立された。「白雲村」の集団は17世紀前半まで存続したが、西陣に吸収されていった。
「西陣」の織物は支配者層や富裕な町人の圧倒的な支持を受け、18世紀初頭の元禄～享保年間に最盛期を迎えたが、西陣一帯がほぼ焼き尽くされた享保15年（1730年）の大火「西陣焼け」により職人が離散したこともあって大きく衰退した。
1872年（明治5年）には、府政助言者レオン・ジュリーの仲介により、京都府はフランスのリヨンに職人の井上伊兵衛と佐倉常七と吉田忠七を派遣してジャカード織機を導入、3年後には荒木小平が国産のジャカードを誕生させた。その結果、空引機（高機）では出来なかった幾多の織物を産み出し量産を可能にした。現在も西陣は日本の織物の最高峰を占めている。
メカ式ジャカードが電子化されるのは世界的潮流であるが、西陣では、一風変わった発展をした。それはメカ式ジャカードのデータ読み取り部のみを電子化する、いわゆるダイレクトジャカードである。ダイレクトジャカードは、西陣から日本全国に広まった。海外では電子ジャカードが普及する中、ダイレクトジャカードは、ほぼ日本のみで使用されている。
西陣織では、織機に紋様の織り出し方を指示する紋意匠図の製作と製織の過程で、以前は「紋紙」と呼ばれる孔開き厚紙（歴史的には、コンピュータ以前の時代から使われていたパンチカードの由来である、イギリスで発明された織機のシステムそのものである）を使っていたが、1980年代に紋紙に代わってダイレクトジャカードを用いる電子的な形式が制定され、フロッピーディスクを使う機器が普及した。その後、フロッピーディスクの生産が打ち切られ、フロッピーディスクの使用が世の中の大部分の場所で廃れた後も、長らくフロッピーディスクを用いて西陣織の模様を織るシステムが使われ続けてきたが、2024年2月、京都市産業技術研究所は、フロッピーディスクを使わず、代わりにUSBメモリにより西陣織の複雑な模様を織る織機を制御する新技術を開発した。

## 品種
西陣織の品種は極めて多種である。このうち「綴」「経錦」「緯錦」「緞子」「朱珍」「紹巴」「風通」「絡み織」「本しぼ織」「ビロード」「絣織」「紬」の12品目の織り技法が伝統工芸品の指定を受けている。

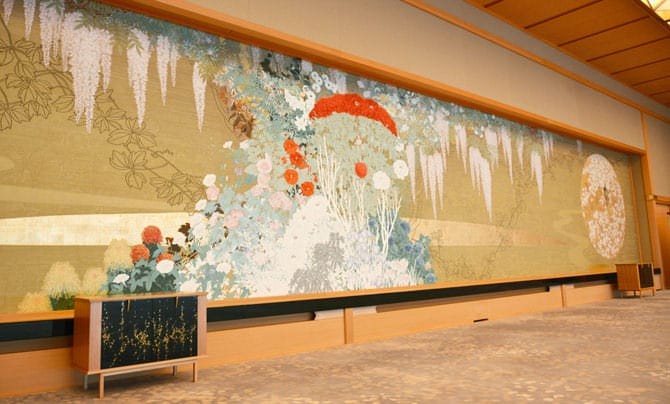
京都迎賓館「藤の間」壁面装飾「麗花」は綴織りの緞通

## 手順・紋織
1. 織ることに決まった図案を方眼紙に写し取り配色を決めて「紋意匠図」を作る。
2. 使用する糸を選び終わったら紋意匠図をコンピューターに入力。かつては人間が厚紙に糸の位置を指定する穴を開けていた。
3. 必要な糸をそろえたら「整経」といって縦糸を織機にかけるために整え、横糸を通す杼が通るための「綜絖」（そうこう）の準備をする。
4. 「製織」織機で織物を織る。

## 種類・西陣爪掻本綴織
爪掻本綴織は、ジャガード織機を使用せず、西陣織で最も歴史のある綴機（つづればた）を使用して織る。文様は必要な部分の経糸を杼ですくい緯糸を爪で掻き寄せて織り上げる爪掻という技法を用いる。爪掻本綴織は格が高く、格調高い吉祥文様の帯は一重太鼓で礼装に着用できる。爪綴、本綴とも呼ばれる。この技のため爪掻本綴織の職人は爪をヤスリで刻み目をつけている。手間はかかるが非常に繊細な模様を織ることができ、はつり目と呼ばれる隙間ができること、表裏が同じ文様になるのが特徴である。
ジャガード織機を使用する手織つづれ、紋つづれとは異なる綴織である。西陣爪掻本綴織は経済産業大臣指定伝統的工芸品。

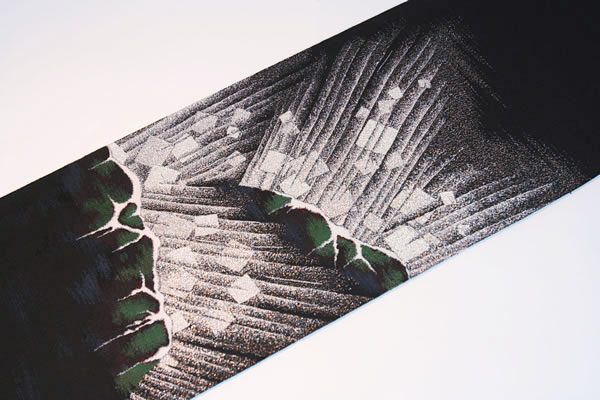
西陣爪掻本綴織の帯地

## 活用
着物の装いの早覚え法として「（正装は）染めの着物に織の帯、（趣味着は）織りの着物に染めの帯」という言葉がある。染めの着物は友禅など生地を織り上げてから染める後染めの着物をさし、織りの帯は西陣で多く織られる高級な先染めの帯を意味する。続く織りの着物は御召・紬など、ややカジュアルな場面で着る先染めのおしゃれ着をさすが、これも西陣で多く織られる。染めの帯は友禅などの染め模様の帯をさす。もっとも、宮中の装束や能衣裳などに染めはほとんどなく、ほぼすべてが織りなので、一概に「織りの着物」が趣味着であるとは言えない。
14代将軍徳川家茂は京都行きが決まると妻和宮に故郷の土産は何がよいかと訊ねたところ、和宮は生まれ故郷である京都の名産である西陣織をねだった。しかし家茂は大坂城で亡くなり、和宮には形見となった高価な西陣織が届き悲しみつつ歌を詠んだ。

空蝉の 唐織ごろも なにかせむ 綾も錦も 君ありてこそ （現世のきらびやかな織物が何になるというの　綾も錦もお見せするあなたがいてこそ価値があるのに）

警察の機動隊出動服に縫いつけられている旭日章ワッペンは、西陣織で出来ている。
地元京都市をコースとする全国都道府県対抗女子駅伝では、各都道府県チームが使用するたすきとゴールテープが第22回大会（2004年）から西陣織製となっており、レース後にはたすきが“参加賞”として各都道府県に、ゴールテープが“副賞”として優勝チームにそれぞれ贈られている。
2025年日本国際博覧会（大阪・関西万博）において、飯田グループホールディングスと大阪公立大学が共同出展するパビリオンは、外壁全面に西陣織をまとわせて建設される。完成すれば、世界最大の「西陣織建築」になる。外壁の表面積は、約3,500m2に達するとされる。設計は高松伸建築設計事務所（京都市）、施工は清水建設、西陣織の制作は西陣織の老舗である細尾（京都市）が手掛ける。　

## 参考資料
- 「日本のきもの」龍村謙著（中公新書）
- 「染め織りめぐり」木村孝監修（JTBキャンブックス）